# Dmitrijew-Lgowski
Dmitrijew-Lgowski (russisch Дмитриев-Льговский) ist eine Kleinstadt in der Oblast Kursk (Russland) mit 7728 Einwohnern (Stand 14. Oktober 2010).

## Geografie
Die Stadt liegt am Südwestrand der Mittelrussischen Platte etwa 120 km nordwestlich der Oblasthauptstadt Kursk an der Swapa, einem rechten Nebenfluss des Seim im Flusssystem des Dnepr.
Dmitrijew-Lgowski ist Verwaltungszentrum des Rajons Dmitrijew.

## Geschichte
Für die alte an der Swapa gelegene Siedlung Swapsk (Gründungszeit unbekannt) bürgerte sich bis zum 18. Jahrhundert der Name Dmitrowskoje ein,
nach der Dimitrios von Thessaloniki, russisch Dmitri Solunski, geweihten Dorfkirche.
Am 23. Mai 1779 wurde Stadtrecht als Verwaltungszentrum eines Kreises (Ujesds) verliehen. Die Stadt erhielt zur besseren Unterscheidung von den Städten Dmitrow (Gouvernement Moskau) und Dmitrowsk (unweit im Gouvernement Orjol gelegen) den Namen Dmitrijew an der Swapa (Dmitrijew-na-Swape). Inoffiziell wurden auch volkstümliche Verkürzungen und Umdeutungen des Namens, wie Dmitroslawsk, Dmitroslawl oder Mitroslaw, verwendet; auch in offiziellen Dokumenten fehlte oft der Namenszusatz, wie denen der Volkszählung 1897.
1929 erfolgte die Umbenennung in Dmitrijew-Lgowski, als die Stadt vorübergehend dem Rajon Lgow angeschlossen wurde.
Im Zweiten Weltkrieg wurde Dmitrijew-Lgowski am 8. Oktober 1941 von der deutschen Wehrmacht besetzt und am 2. März 1943 von Truppen der Zentralfront der Roten Armee während des Vorrückens in Richtung Sewsk zurückerobert.

### Bevölkerungsentwicklung
| Jahr | Einwohner |
| ---- | --------- |
| 1897 | 06.073    |
| 1926 | 04.995    |
| 1939 | 07.536    |
| 1959 | 08.406    |
| 1970 | 09.493    |
| 1979 | 10.485    |
| 1989 | 11.187    |
| 2002 | 08.838    |
| 2010 | 07.728    |
| 2021 | 06.317    |

Anmerkung: Volkszählungsdaten

## Kultur und Sehenswürdigkeiten
Die Stadt besitzt ein Heimatmuseum, benannt nach dem hier geborenen Alexei Wangenheim (1881–1937), Meteorologe, Begründer und erster Leiter des Sowjetischen Wetterdienstes.

## Wirtschaft und Infrastruktur
In Dmitrijew-Lgowski gibt es ein Werk für Forstwirtschaftsgeräte und Betriebe der Lebensmittelindustrie.
Die Stadt liegt an der 1897 eröffneten Eisenbahnstrecke Brjansk–Lgow (1911 verlängert nach Charkiw).
Die Fernstraße A142 Trosna–Kalinowka (Querverbindung zwischen M2 und M3, entspricht Europastraße 391) führt nördlich an der Stadt vorbei.